# Pleuretra triangularis
Pleuretra triangularis är en hjuldjursart som beskrevs av Murray 1913. Pleuretra triangularis ingår i släktet Pleuretra och familjen Philodinidae. Inga underarter finns listade i Catalogue of Life.